# Otzenrath 3° kälter
Otzenrath 3° kälter ist ein Dokumentarfilm von Jens Schanze über eine Dorfumsiedlung im rheinischen Braunkohlerevier.

## Handlung
Der Film erzählt die Geschichten einiger Bewohner der drei niederrheinischen Dörfer Alt-Otzenrath, Alt-Spenrath und Alt-Holz. Zwischen 2000 und 2006 wurden ihre Orte umgesiedelt, weil sie dem von RWE betriebenen Braunkohletagebau Garzweiler II im Wege standen. Der Film ist eine Langzeitdokumentation und kombiniert Szenen aus dem 2001 entstandenen Film Otzenrather Sprung, den der Regisseur zusammen mit Kameramann Börres Weiffenbach im letzten Jahr vor Beginn der Umsiedlung gedreht hat, mit Aufnahmen aus dem Jahr 2006.
In Otzenrath 3° kälter gibt es ein Wiedersehen mit den Menschen von damals, die sechs Jahre später versuchen, in der vier Kilometer vom alten Ort entstandenen neuen Siedlung heimisch zu werden.

## Hintergrund
Die Dreharbeiten für den Film fanden zwischen Juni 2006 und März 2007 statt. Er entstand als Koproduktion mit 3sat und dem WDR, unterstützt mit Mitteln des FilmFernsehFonds Bayern. Die Uraufführung des Films fand im November 2007 auf dem 50. Internationalen Leipziger Festival für Dokumentar- und Animationsfilm statt.

## Auszeichnungen
Der Film wurde 2009 mit dem von der Filmstiftung Nordrhein-Westfalen und Phoenix ausgeschriebenen Phoenix-Dokumentarfilmpreis ausgezeichnet.